# Champagney (Jura)
Champagney es una localidad y comuna francesa situada en la región de Franco Condado, departamento de Jura, en el distrito de Dole y cantón de Montmirey-le-Château.

## Demografía
| 263 | 240 | 220 | 205 | 203 | 216 | 305 |
| Para los censos de 1962 a 1999 la población legal corresponde a la población sin duplicidades (Fuente: INSEE [Consultar]) |     |     |     |     |     |     |